# Lucrezio Gravisi
Lucrezio Gravisi (Capodistria, 1558 – Pago, 30 dicembre 1613) è stato un mercenario italiano.

## Biografia
Gravisi nacque a Capodistra nel 1558 era un membro della famiglia del Marchese di Pietrapelosa, di Capodistria, ma prende il nome la loro tenuta di Pietrapelosa nell'interno dell'Istria.
All'età di 16 anni aveva navigato sulla galea del suo parente Pietro Gravisi nella guerra contro i Turchi. Viaggiò in Spagna e Portogallo, e poi fu alla corte del re polacco Sigismondo III Vasa.
Nel 1588 Sigismondo lo nomina cavaliere per i suoi servizi in Prussia e Moscovia. Nel 1606 rappresenta Sigismondo in una missione alla corte papale a Roma.
Lucrezio Gravisi è ingaggiato combattere i Turchi a Buda. Per un anno ha custodito il castello di Brescia per la Repubblica di Venezia.
Tornando a Venezia, fu inviato a Creta  per fermare le incursioni dei pirati.
Mentre nel porto di Mandre, sull'isola di Pago in Dalmazia, dei pirati hanno attaccato la sua galea di notte, mentre l'equipaggio dormiva.
Tutti gli occupanti sono stati uccisi tra cui il Gravisi, la moglie Paola Strassoldo, suo fratello e suo cugino, e i loro corpi gettati in mare.